# Chaetonotus parafurcatus
Chaetonotus parafurcatus is een buikharige uit de familie Chaetonotidae. De wetenschappelijke naam van de soort werd in 1991 voor het eerst geldig gepubliceerd door Nesteruk. De soort wordt in het ondergeslacht Chaetonotus geplaatst.